# 長河站 (中國鐵路)
長河站是沪昆绕行线（車站建立時為浙赣铁路）上已廢止的鐵路車站，位於中华人民共和国浙江省杭州市滨江区长河街道（車站建立時為蕭山縣長河鎮）南环路与长河路交叉处南侧，與杭州站相距18公里，位於钱塘江站與萧山西站（1992年前稱蕭山站）之間。車站竣工於1959年（一說1961年），2015年5月8日廢止。2018年12月20日，「长河火车站建筑群」入選第七批杭州市历史建筑。

## 歷史
長河站的建立時間據《萧山交通志》與《中国铁道站名词典》為1959年1月:322，《长河镇志》則稱長河站建立於1961年，以缓解该区间浙赣铁路通过能力紧张。车站候车室面积38平方米，售票处面积18平方米，行包房面积10平方米:89,180。
長河站於1995年11月1日停止客運業務，2015年5月8日23时20分廢止。
長河站存留的建築有铁路南侧的3幢房屋，以及北侧的1幢房屋。南侧建築為建于約1958年的老站房、建于約1974年的候车室、建于1980年代的职工宿舍，這3幢房屋為砖混结构，中间一幢為二层小楼，小青瓦双坡屋顶，块石地基，朝南底层有檐廊，东西兩幢均为一层平房，此外還有一处水井。北侧建築為建于1964年的家属宿舍。2018年12月20日，南側建築作為「长河火车站建筑群」入選第七批杭州市历史建筑。

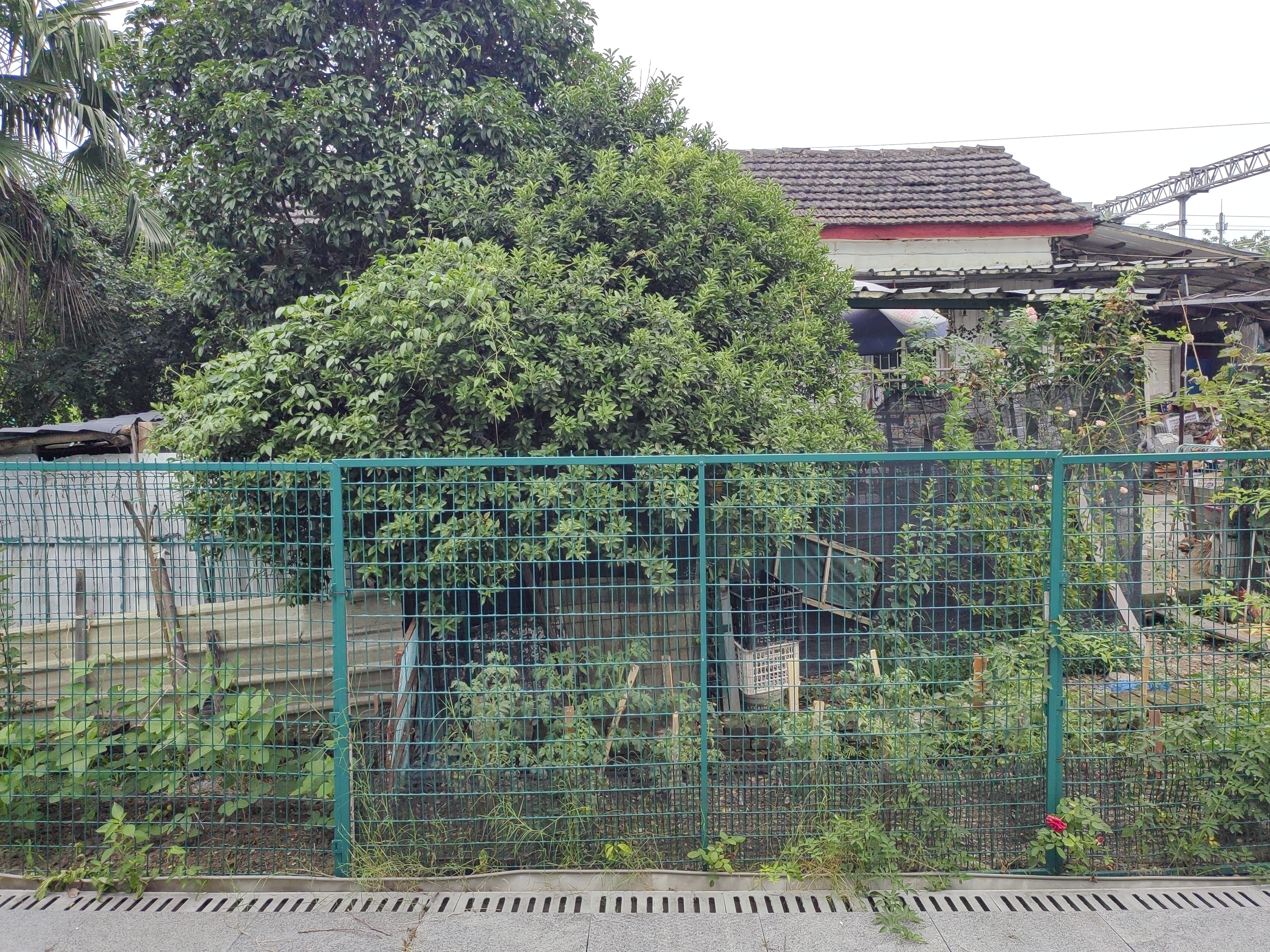
南侧西房屋
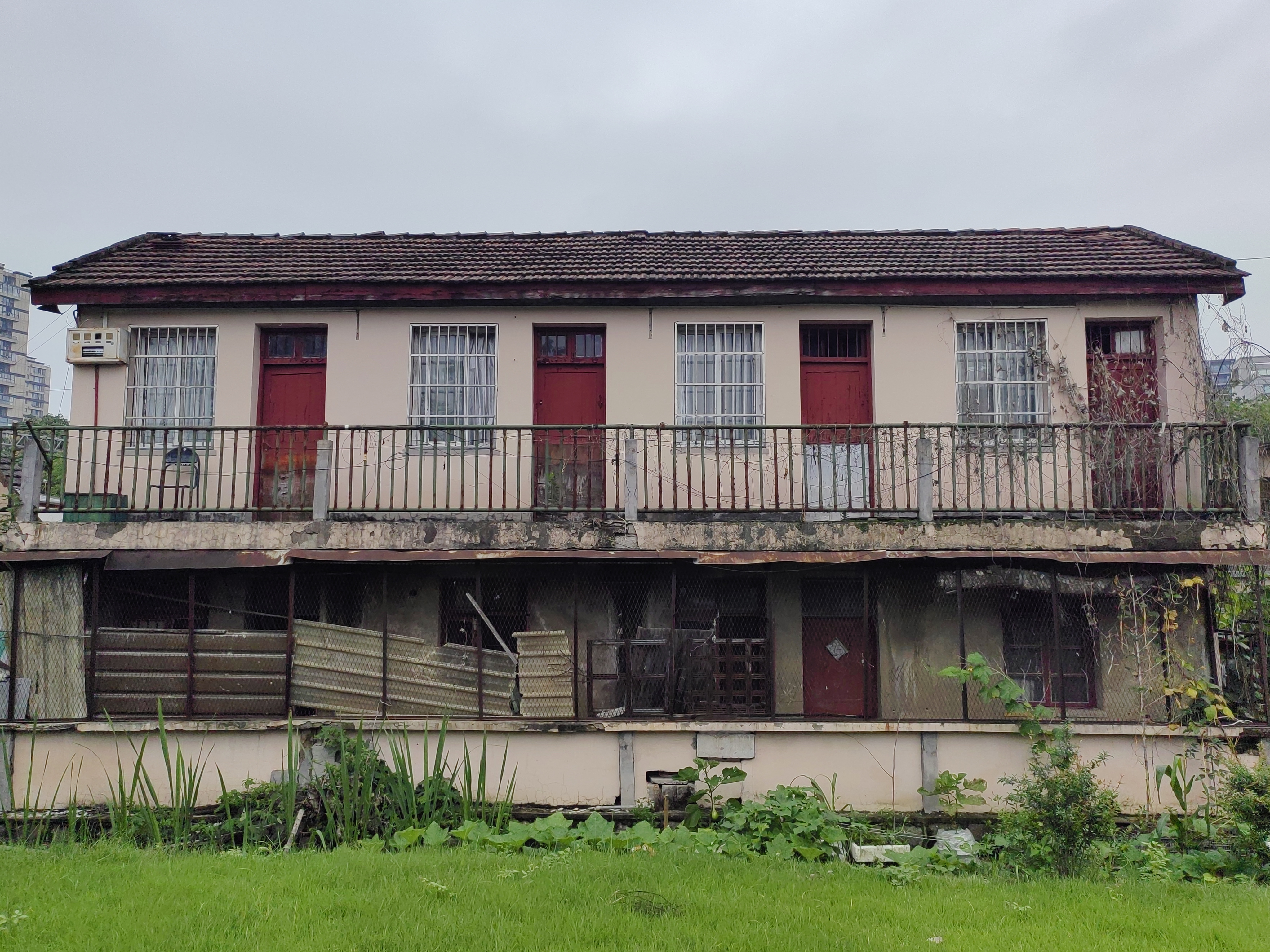
南侧中房屋
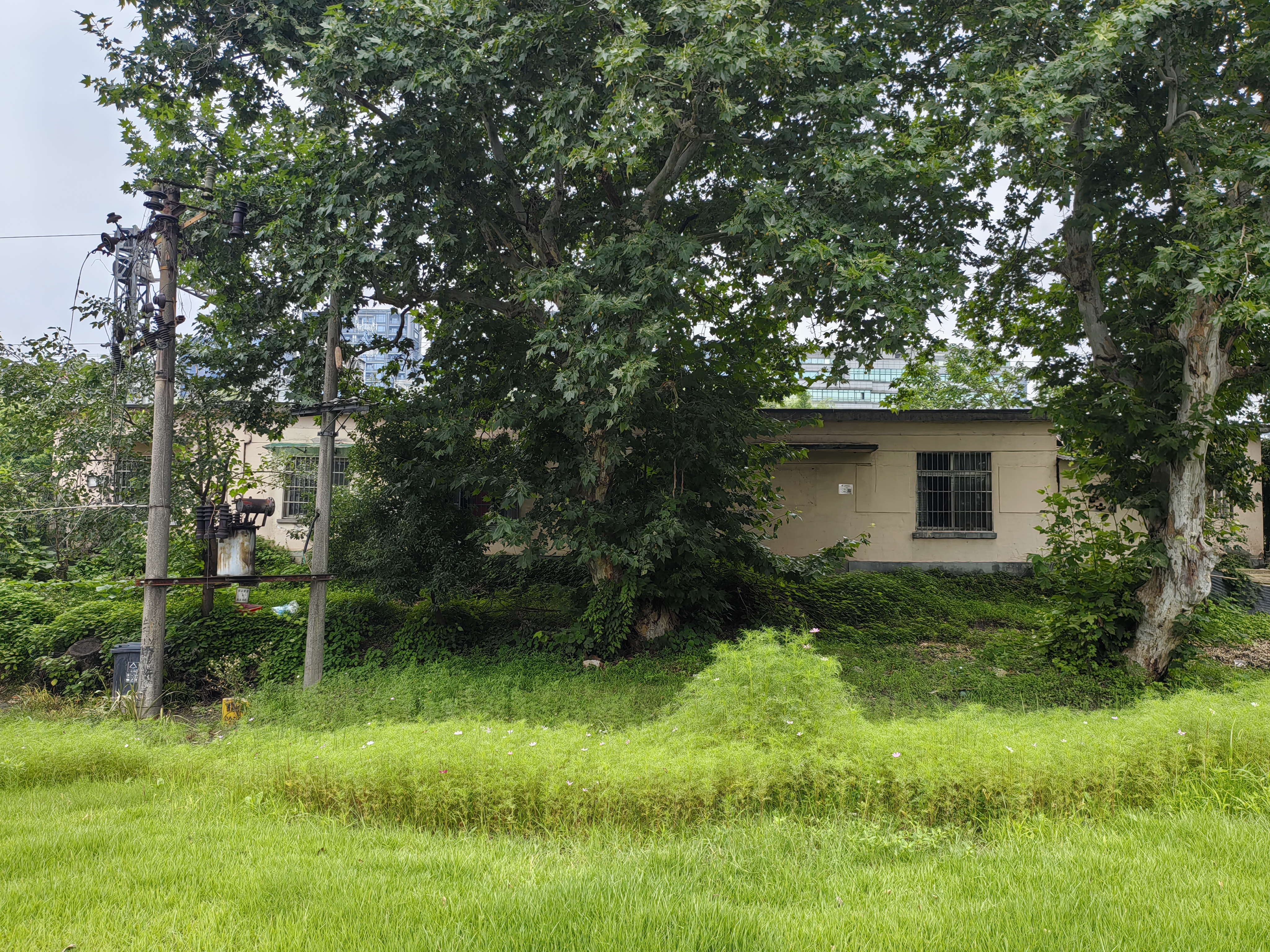
南侧東房屋

## 外部連結
- 维基共享资源上的相關多媒體資源：長河站